# Matthäuskirche (Mahnen)

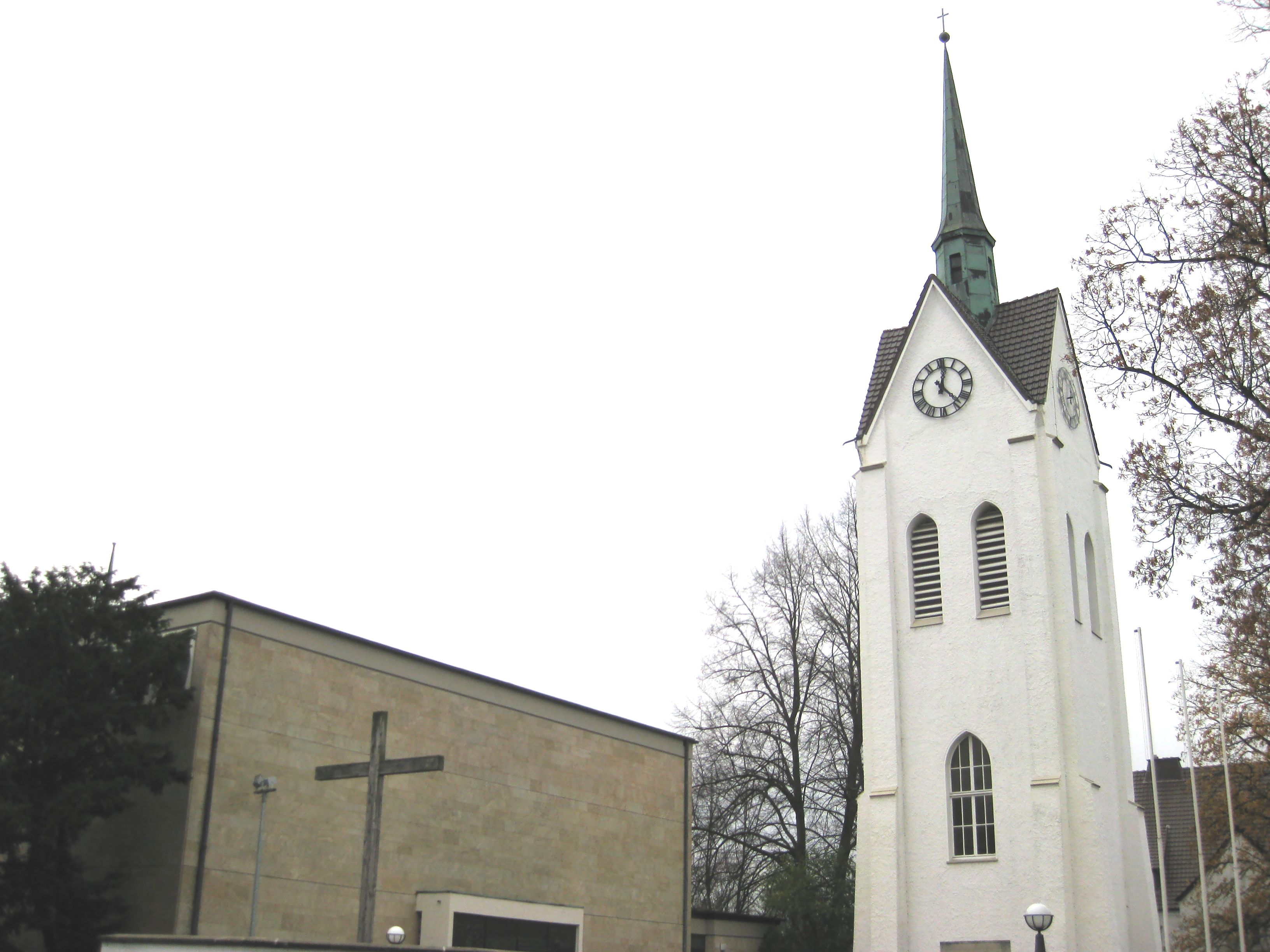
Ansicht von Osten

Die Matthäuskirche in Mahnen, im Ortsteil Löhne-Bahnhof, einem Ortsteil des Löhner Stadtteils Gohfeld, ist eine Kirche der Evangelischen Kirchengemeinde Gohfeld, die dem Kirchenkreis Vlotho der Evangelischen Kirche von Westfalen angehört.

## Geschichte
Das Gebiet der heutigen Kirchengemeinde Mahnen gehörte ursprünglich zur Simeonkirche in Gohfeld. Nach dem Bau des Bahnhofs Löhne entwickelte sich in der zweiten Hälfte des 19. Jahrhunderts die Ortschaft Löhne-Bahnhof. Zum 1. Januar 1895 wurde eine eigene Kirchengemeinde für Löhne-Bahnhof und Bischofshagen ausgepfarrt. Nach einer kleinen Bauerschaft mit vier Höfen erhielt sie den Namen Mahnen.
Am 19. Juni 1895 wurde der Grundstein für das erste Kirchengebäude gelegt, am 15. Dezember 1896 wurde es eingeweiht. Bis 1913 wurden daneben ein Pfarrhaus und ein Gemeindehaus errichtet. Am 14. März 1945 wurden die Kirche und die angrenzenden Gebäude bei einem Bombenangriff auf den Bahnhof schwer beschädigt. Das Kirchenschiff musste abgerissen werden, der Turm wurde 1952–1953 restauriert und mit einem Dachreiter die alte Höhe wiederhergestellt. Die Gottesdienste fanden nach dem Zweiten Weltkrieg zunächst in einer Schule statt.
Ab 1964 wurde, teilweise auf dem Fundament des zerstörten Kirchenschiffs, mit einigen Metern Abstand zum Turm ein Neubau durch den Architekten Werner Johannsen, Osnabrück, errichtet. Die Einweihung fand am 17. Januar 1965 statt. Die Kirche erhielt den Namen des Evangelisten Matthäus. Sie steht unter Denkmalschutz.

## Ausstattung
Altar, Kanzel und Taufbecken der Matthäuskirche wurden von dem Nürnberger Bildhauer Heinz Heiber aus Kalkstein gefertigt. Von Heinz Lilienthal stammen Beton- und Bleiglasfenster.
Die ursprünglich bei Emanuel Kemper in Lübeck hergestellte Orgel wurde durch Steinmann erweitert. Im Turm befinden sich drei beim Bochumer Verein gegossene Glocken, die noch aus dem Erbauungsjahr 1896 stammen.